# سارجنت شرايفر
سارجنت شرايفر (بالإنجليزية: Sargent Shriver) (و. 1915 – 2011 م) هو ضابط، ومحام، ودبلوماسي، وسياسي من الولايات المتحدة الأمريكية ولد في وستمنستر.

## التعليم والحياة السياسية
تعلم في جامعة ييل، وكلية ييل للحقوق.
شارك شرايفر كمنسق سياسي في ولاية فيرجينيا جنباً الى جنب مع جون كينيدي خلال الأنتخابات التمهيدية للرئاسة الأمريكية، أسس شرايفر فيلق السلام لمُكافحة الفقر في عهد جون كينيدي وأستمر مُديراً له حتى بعد أغتيال كينيدي، عمل بعد ذلك مُساعداً للرئيس ليندون جونسون وبالإضافة الى ذلك فقد أنشأ مكتب الفرص الإقتصادية مع ويليام بي مولينز وعمل كأول مُدير للمكتب، ونظراً لأفكاره الإقتصادية الداعمة لمُكافحة الفقر التي كانت تلقى ترحيب الرئيس ليندون جونسون فقد سمي مهندس إدارة جونسون، أسس شرايفر العديد من الجمعيات الخيرية مثل هيد ستارت والعمل المجتمعي وغيرها، بالإضافة الى مركز شرايفر القانوني الداعم لتوفير فُرص عمل للمهاجرين، عمل لاحقاً سفيراً للولايات المتحدة في فرنسا من عام 1968 حتى 1970 وبات شخصية مشهورة جداً لدى الفرنسيين، لدرجة أن مجلم التايم وصفته أنه رجل ذو أسلوب نادر في عالم الدبلوماسية الدولية، بعد غياب عامين عاد شرايفر مُجدداً الى العمل السياسي في 1972 كمرشح لمنصب نائب الرئيس مع المرشح عن الحزب الديمقراطي لكرسي الرئاسة الأمريكية جورج ماكغفرن إلا أن الحزب الجمهوري (الولايات المتحدة) أستطاع كسب الأنتخابات وذلك بعد فوز ريتشارد نيكسون بمقعد الرئاسة الأمريكية، وقد وقع الإختيار على شرايفر بداعي إستقالة توماس إيجلتون بعد أن تم الكشف عن سجل تأريخ صحته العقلية، في وقت لاحق من العام 1976 ، سعى شريفر للحصول على ترشيح الحزب الديمقراطي (الولايات المتحدة) لمنصب الرئيس، لكنه لم يفلح في ذلك.

## جوائز
حصل على جوائز منها وسام الحرية الرئاسي.

## روابط خارجية
- سارجنت شرايفر على موقع الموسوعة البريطانية (الإنجليزية)
- سارجنت شرايفر على موقع مونزينجر (الألمانية)
- سارجنت شرايفر على موقع إن إن دي بي (الإنجليزية)
- سارجنت شرايفر على موقع ديسكوغز (الإنجليزية)